# Čupava gnojištarka
Čupava gnojištarka, velika gnojištarka ili čopasta tintnica (lat. Coprinus comatus) je jestiva gljiva je koja se često susreće na travnjacima, uz puteve, te na smetištima. Klobuk gljive je bijel, izduženo jajastog oblika, visine do 10 centimetara, promjera do 6 centimetara. Listići s unutarnje strane su kod mladih gljiva bijeli, kod malo starijih ružičasti, dok kod starih postaju crni i izlučuju crnu tekućinu ispunjenu sporama. Mladi primjerci s bijelim listićima izvrsni su za jelo, no treba ih pripremiti što prije, 4 - 6 sati po branju. U Kini se ova gljiva i uzgaja.

## Opis
- Klobuk velike gnojištarke je širok od 3 do 8 centimetara, najprije cilindričan, s vremenom otvoren, poput izduženog zvona; uvijek zadrži zvonolik oblik, ucjepkana ruba, bijel, prema obodu crnkasti dašak, čupavo čehav; na kraju sav pocrni i iz njega kaplje crna tinta.
- Listići su vrlo gusti, bijeli, na oba kraja uži, slobodni; od oboda počnu crvenjeti, pa smeđiti dok potpuno ne pocrne.
- Stručak je visok od 10 do 15 centimetara, uzdužno šupalj, zadebljan na dnu, bijel, manje-više vlaknast; nosi slobodan vjenčić koji brzo otpadne.
- Meso je bijelo, tanko, bez mirisa i okusa.
- Spore su u masi crne, eliptične, 10 – 15 x 6 –9 μm.

## Kemijske reakcije
Donji dijelovi kore stručka s gvajakolom postaju plavkastozeleni, dok se meso stručka sa željeznim sulfatom oboji zlatnožuto. 

## Stanište
Velika gnojištarka raste u proljeće i jesen busenasto, skupno ili pojedinačno na dobroj zemlji, po vlažnim šumama, grabama, uz putove i po vrtovima. 

## Upotrebljivost
Velika gnojištarka je jestiva, delikatesa.

## Sličnosti
Mnogi autori smatraju veliku gnojištarku po kakvoći odmah iza blagve. Početnicima može sličiti vrsta Coprinus ovatus Schaeff. ex Fr., koji mnogi autori ne priznaju kao zasebnu vrstu ili vrsta Coprinus atramentarius (Bull. ex Fr.) Fries, kojima meso i listići nikada ne poprimaju crvenkastu boju. Mislim da ne postoji nikakva opasnost od zamjene s opasnim gljivama.

## Slike
|  |  |  |  |  |
|  |  |  |  |  |

## Sinonimi
- Agaricus comatus O.F. Müll. 1780
- Agaricus comatus var. campanulatus Alb. & Schwein. 1805
- Agaricus comatus var. comatus O.F. Müll. 1780
- Agaricus comatus var. ovatus (Schaeff.) Fr. 1821
- Agaricus comatus var. ovatus Pers. 1801
- Agaricus cylindricus Sowerby 1799
- Agaricus fimetarius Bolton 1788
- Agaricus ovatus Schaeff. 1762
- Agaricus ovatus Scop. 1772
- Coprinus comatus var. breviceps Peck 1897
- Coprinus comatus var. caprimammillatus Bogart 1975
- Coprinus comatus var. caprimammillatus Bogart 1976
- Coprinus comatus var. columellifer Speg.
- Coprinus comatus f. comatus (O.F. Müll.) Pers. 1797
- Coprinus comatus var. comatus (O.F. Müll.) Pers. 1797
- Coprinus comatus var. excentricus Bogart 1975
- Coprinus comatus var. excentricus Bogart 1976
- Coprinus comatus var. ovatus (Schaeff.) Quél. 1886
- Coprinus comatus var. parvus Bogart 1975
- Coprinus comatus var. parvus Bogart 1976
- Coprinus comatus f. sphaerocephalus J.E. Lange 1938
- Coprinus comatus var. stellatolaciniatus Wichanský 1966
- Coprinus comatus var. stellatus Šebek 1962
- Coprinus comatus var. texensis Thiers 1960
- Coprinus ovatus (Schaeff.) Fr. 1838